# Iyo
Iyo (japanska: 南国市?, Iyo-shi) är en stad i den japanska prefekturen Ehime på den västra delen av ön Shikoku. Staden är belägen vid kusten mot den södra japanska insjön, Seto Naikai. Iyo fick stadsrättigheter den 1 januari 1955, och staden utökades den 1 april 2005 då de närbelägna kommunerna Futami och Nakayama slogs samman med staden.